# Josef Antonín Komárek
Josef Antonín Komárek (29. března 1832 Hradec Králové – 3. srpna 1911 tamtéž) byl český bankéř, obchodník a cukrovarnický podnikatel, zakladatel a dlouholetý předseda Záložního úvěrního ústavu v Hradci Králové, družstevní záložny, posléze pak první české banky v rakousko-uherském mocnářství. Výrazně se tak zasloužil o rozvoj českého bankovnictví.

## Život

### Mládí
Narodil se v Hradci Králové do měšťanské rodiny, jeho otec vlastnil obchod se smíšeným zbožím. Vyučil se obchodníkem, následně v 50. letech 19. století přesídlil za další praxí do Vídně. Byl dobře jazykově vybaven, cestoval po Německu, navštívil také výstavy v Paříži a v Londýně.

### Záložní úvěrní ústav
Začátkem 60. let 19. století se Komárek navrátil zpět do Hradce Králové a začal zde podnikat. Oženil se a založil rodinu. Roku 1862 založil spolu s Františkem Václavem Červeným, majitelem továrny na výrobu hudebních nástrojů, ústav královéhradecké záložny, prvního takového ústavu ve městě. Roku 1865 inicioval svolání první schůze českých záložen. Institut záložny však neumožňoval veškeré obchodní možnosti srovnatelné s bankou jako například úvěrování, Komárek tedy počínaje rokem 1867 začal vyvíjet soustavné snahy o vznik takového ústavu. 1. října 1868 byl tak v Hradci Králové zřízen Záložní úvěrní ústav, první banka financovaná čistě českým kapitálem. Již 4. listopadu 1868 byla v Praze v ulici Na Příkopě založena Živnostenská banka jakožto větší ústav s obdobným obchodním programem. Komárkovi zde bylo nabídnuto místo ve správní radě, ten jej však odmítl.

### Podnikatelská činnost

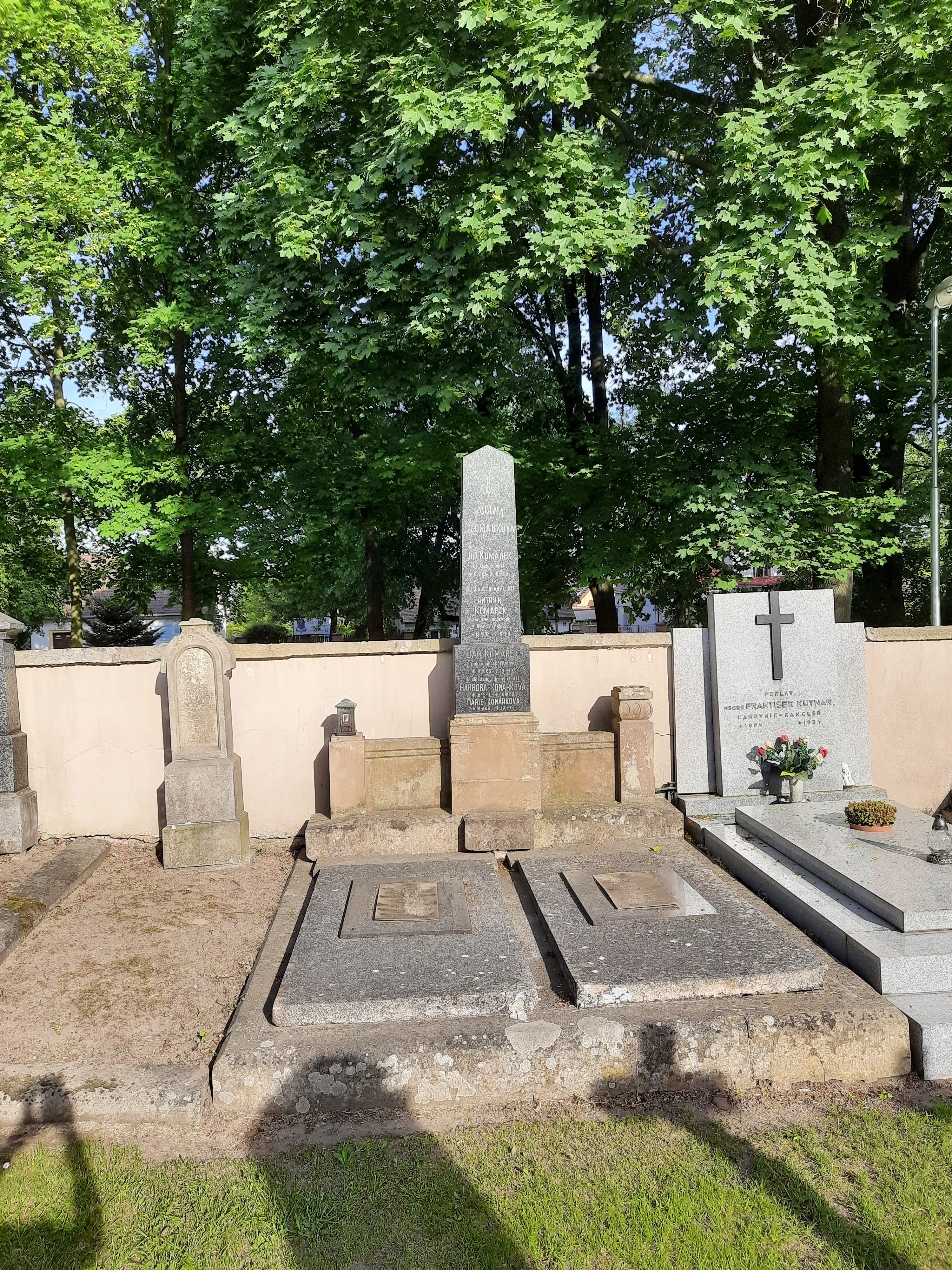
Rodinná hrobka na hřbitově v Pouchově

Josef Komárek byl nadále činný též v obchodní činnosti především na Královéhradecku. Své podnikání nadále rozšiřoval: v 80. letech 19. století disponovala jeho firma spoluvlastněná Prokopem Sedlákem usídlená v Hradci pobočkou v Praze a vlastním závodem v Kyjevě. Působil rovněž v cukrovarnickém průmyslu: roku 1880 stál u vzniku akciové společnosti, která v konkurzu koupila za 130 000 zlatých zkrachovalou První akciovou papírnu a přeměnila ji na nový Královéhradecký cukrovar Komárek & Co. Tato společnost zkrachovala roku 1899. Zapojoval se rovněž do společenského a spolkového života ve městě, které se stávalo důležitým sídlem českého jazyka a kultury. Ve vedení záložny působil až do roku 1904, kdy odešel na odpočinek.

### Úmrtí
Josef Antonín Komárek zemřel 3. srpna 1911 ve věku 79 let a byl pochován do rodinné hrobky na hřbitově v Pouchově.